# Alberto Ongarato
Alberto Ongarato (født 24. juni 1975) er en italiensk professionel cykelrytter, som cykler for det professionelle cykelhold Milram.